# Галеєво (Баймацький район)
Гале́єво (рос. Галеево, башк. Ғәле) — присілок у складі Баймацького району Башкортостану, Росія. Входить до складу Татлибаєвської сільської ради.
Населення — 22 особи (2010; 23 в 2002).
Національний склад:
- башкири — 100%